# Нова Карлсберг глиптотека
Нова Карлсберг глиптотека (дан. Ny Carlsberg Glyptotek, колоквијално Glyptoteket) је уметнички музеј у Копенхагену, у Данској. Њена збирка представља приватну колекцију Карла Јакобсена (1842–1914), сина оснивача Пиваре Карлсберг.
Ово је примарно музеј скулптура, а језгро колекција чине античке скулптуре из региона Средоземља (Стари Египат, Стара Грчка, Стари Рим), као и највећа колекција скулптура Огиста Родена изван Француске. У музеју се налазе и слике из епохе француског импресионизма и постимпресионизма, као и слике из златног доба данског сликарства (прва половина 19. века).

## Галерија
- Зимска башта у згради глиптотеке
- Сала са данским скулптурама

- Пол Гоген: Обала мора
- Башта палми. У средини је скулптура Каи Нилсена Водена мајка

- Портрет Калигуле (са траговима боје), из 37-41. године
- Дворана римских скулптура, у центру је лик Помпеја
- Лепотица из Палмире
- Огист Роден:
Мислилац